# Sítio Classificado da Gruta do Zambujal
Na gruta do Zambujal foram descobertas em 1978 formações cristalinas ímpares, o que lhe valeu a classificação de Sítio Classificado de Interesse Espeleológico. Nas suas cavidades encontram-se estalactites, colunas e excêntricos tendo-se degradando devido à temperatura, humidade e oxigenação deste espaço, que não foram devidamente controladas.